# Tsushima (provincie)

Kaart met de voormalige Japanse provincies (1868) met Tsushima in het rood

Tsushima (対馬国, Tsushima-no kuni) is een voormalige provincie van Japan, gelegen in de huidige prefectuur Nagasaki. Het lag op het gelijknamige eiland Tsushima.

## Districten
- Kamiagata (上県)
- Shimoagata (下県)